# Dolicheremaeus attenuatus
Dolicheremaeus attenuatus är en kvalsterart som beskrevs av Wen 1998. Dolicheremaeus attenuatus ingår i släktet Dolicheremaeus och familjen Tetracondylidae. Inga underarter finns listade i Catalogue of Life.